# TeXnicCenter
TeXnicCenter är ett redigeringsprogram för LATEX typsättningssystem släppt 7 december 2008.